# Derka

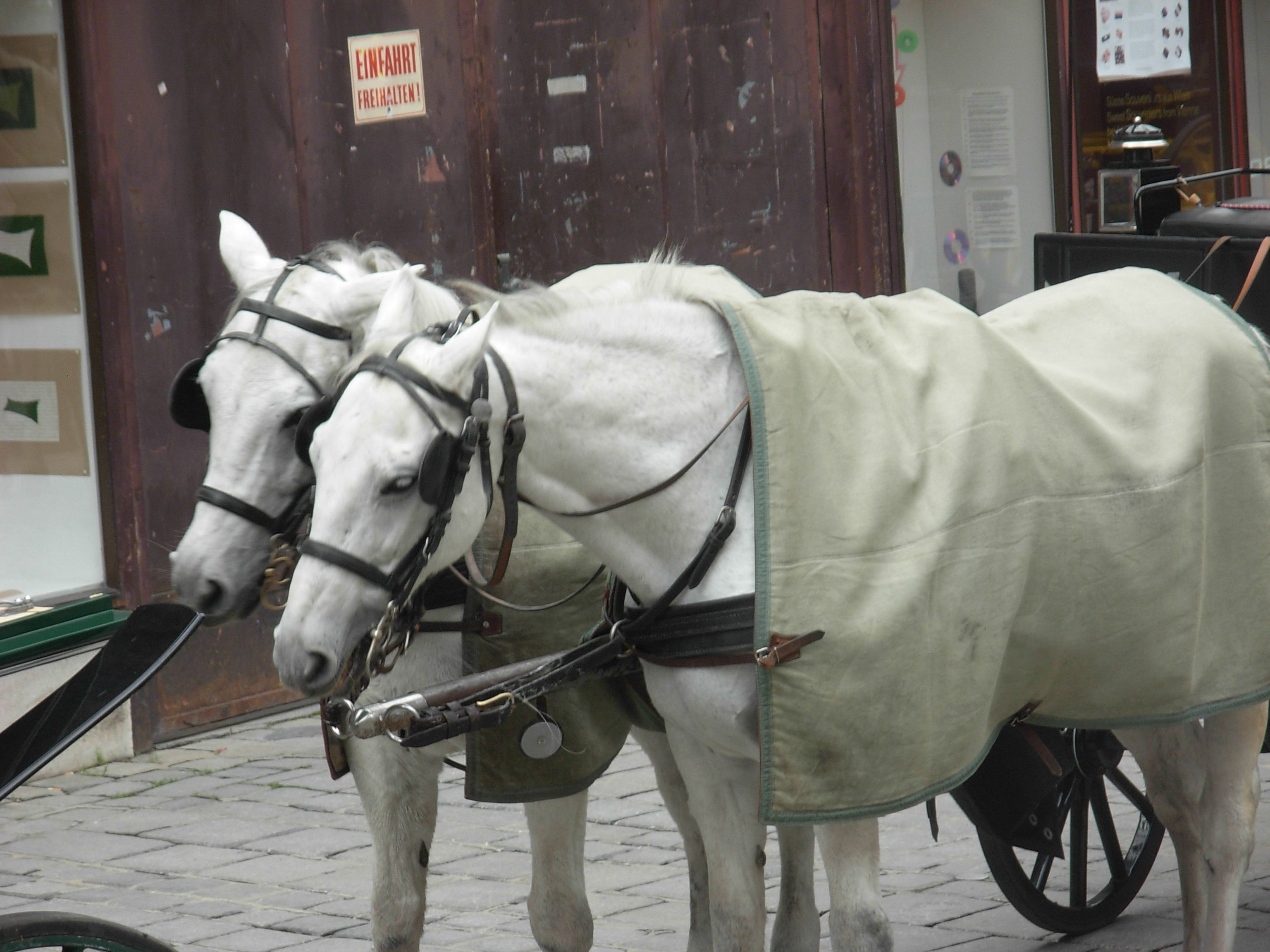
Konie zaprzęgowe okryte derkami podczas przerwy w pracy

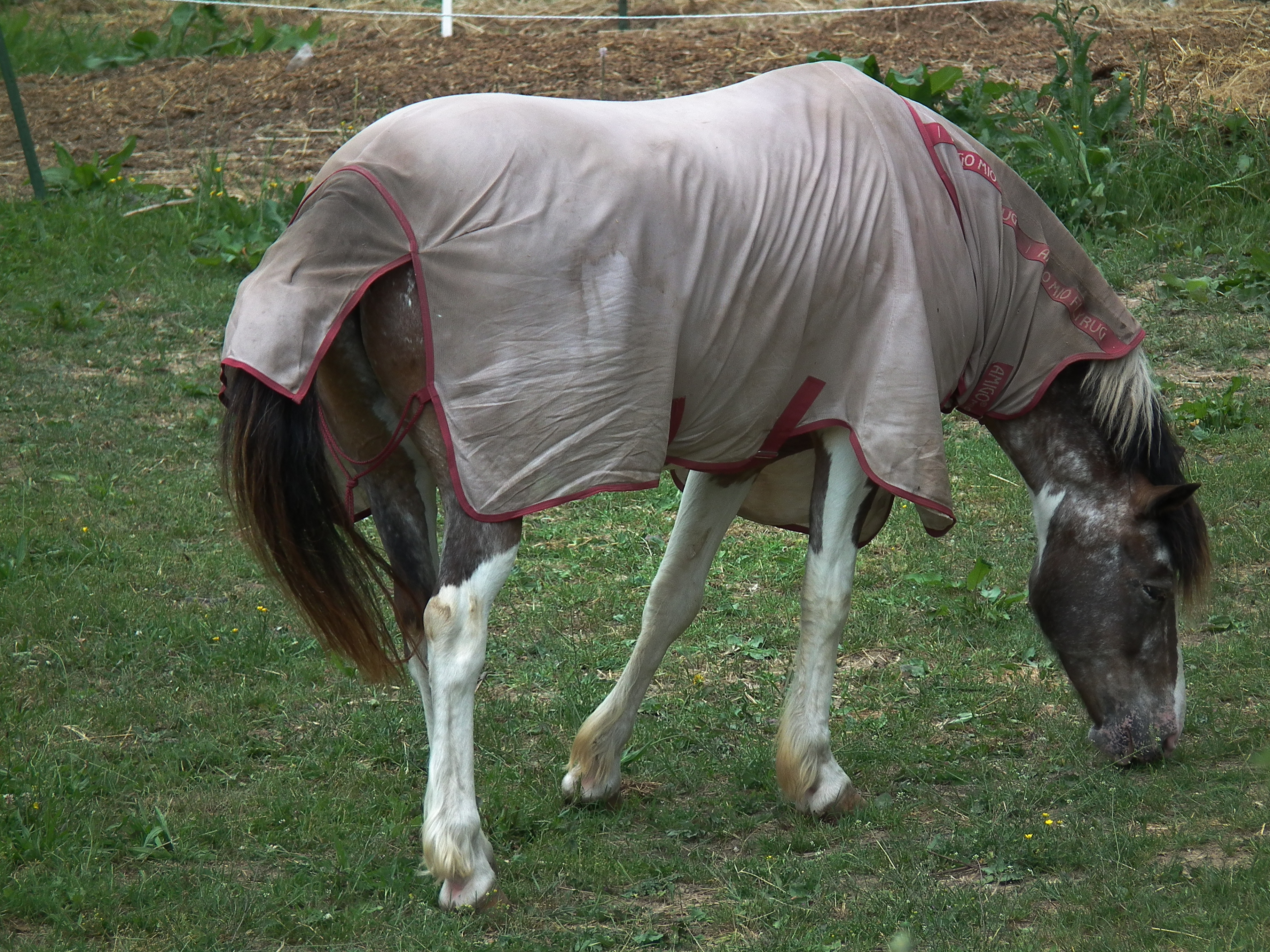
Koń na wybiegu okryty derką

Derka – okrycie konia, zakrywające jego cały tułów (kłodę), zad i czasem szyję, wykonane z różnych materiałów w zależności od funkcji, jaką mają spełniać. Derki mocuje się paskami przebiegającymi w okolicy mocowania popręgu oraz między tylnymi nogami konia.
Główne funkcje derek:
- Derki chłodzące, zawierające specjalne włókna polimerowe, które absorbują wodę, pomagając ochlodzic konia po zawodach i przyspieszyć jego regenerację.
- Cienkie derki materiałowe używane są podczas upałów, by zapewnić koniowi osłonę przed atakiem owadów i działaniem kurzu;
- Derki wełniane lub podobne używane są, by zapewnić koniowi ciepło np. po intensywnym treningu czy biegu lub podczas transportu;
- Derki nieprzemakalne (np. brezentowe), często podszyte materiałem ocieplającym, stosuje się na wybiegu czy zimą w stajni[1].